# Franz Mandelblüh
Franz Mandelblüh (31. ledna 1807 Prostějov – 5. března 1878 Olomouc) byl rakouský a český právník a politik německé národnosti, ve 2. polovině 19. století poslanec Říšské rady.

## Biografie
Od roku 1816 studoval na akademickém gymnáziu v Olomouci, pak vystudoval práva na Vídeňské univerzitě. 13. července 1831 pak získal titul doktora práv na Františkově univerzitě v Olomouci. Nastoupil na praxi k moravsko-slezskému finančnímu úřadu. V roce 1835 byl jmenován advokátem v Uherském Hradišti. Od roku 1837 působil coby advokát v Olomouci, zasedal také v ředitelství olomoucké spořitelny.
Během revoluce roku 1848 vstoupil do aktivní politiky. V zemských volbách v roce 1848 byl zvolen za poslance Moravského zemského sněmu. Zasedal zde od roku 1848 do roku 1849 za kurii městskou, obvod Olomouc.
Po prvních komunálních volbách v roce 1851 byl sice zvolen starostou Olomouce, ale nezískal nutný souhlas císaře, dobrovolně ze své funkce odstoupil a starostou se nakonec stal až Franz Kreiml. Od roku 1851 zasedal v olomoucké městské radě.
Po obnovení ústavního systému vlády se vrátil k zemské i celostátní politické činnosti. V zemských volbách v roce 1861 byl zvolen za poslance Moravského zemského sněmu za městskou kurii, obvod Olomouc. Opětovně byl zemským poslancem zvolen i v roce 1866 a 1867. Zemský sněm ho delegoval i do Říšské rady (tehdy ještě volené nepřímo) za kurii městskou. Opětovně byl zemským sněm do vídeňského parlamentu vyslán roku 1867. K roku 1861 se uvádí jako advokát, bytem v Olomouci.
V roce 1864 se stal prvním předsedou německého společenského spolku Deutsches Kasino v Olomouci. Jeho dceru si vzal Josef von Engel, který se později stal také starostou Olomouce.
Zemřel v březnu 1878 po krátké nemoci na zápal plic a byl pohřben na olomouckém Ústředním hřbitově v Neředíně.